# ENISA
European Network and Information Security Agency ili skraćeno ENISA agencija je Europske unije koja se bavi pitanjima sigurnosti informacija i informacijskih mreža. Agencija je službeno počela raditi 15. ožujka 2004., a sjedište joj je u Heraklionu (Grčka). 
Zadatak je Agencije pomoći institucijama Europske unije, državama članicama i poslovnoj zajednici da prepoznaju probleme vezane uz sigurnost podataka i pronađu rješenja koja će osigurati visoki stupanj zaštite i sigurnosti mreža i informacija. 

## Struktura
Tijela su Agencije izvršni direktor, upravni odbor i stručna skupina koja okuplja stručnjake iz relevantnih područja informacijske i telekomunikacijske industrije, zajednice potrošača, te stručnjaka u području zaštite podataka i mreža. 

## Vanjske poveznice
- European Network and Information Security Agency  Arhivirana inačica izvorne stranice od 9. siječnja 2007. (Wayback Machine)
- Portal Europske unije